# Продукты 24
«Продукты 24» — художественный фильм российского режиссёра Михаила Бородина, премьера которого состоялась в феврале 2022 года на 72-м Берлинском кинофестивале. Главную роль в картине сыграла Зухара Сансызбай.

## Сюжет
В основу сюжета фильма легла реальная история о «гольяновских рабах» — мигрантах, которых держали фактически в рабстве на окраине Москвы. Главная героиня — узбечка Мухаббат, работающая в круглосуточном московском магазине, насильно выданная замуж. Благодаря помощи Светланы ей удаётся вырваться из рабства и вернуться в Узбекистан, но и там Мухаббат ждёт подневольный труд.

## В ролях
- Зухара Сансызбай — Мухаббат
- Людмила Васильева — Жанна
- Камилла Мухлисова — Лола
- Толибжон Сулейманов — Бек
- Наргис Абдуллаева — Залина
- Люся Королькова — Светлана
- Асель Тютюбаева — Мавлюда
- Бакия Касимова — Умида
- Николай Мулаков — Коля

## Создание и оценки
Режиссёром и автором сценария фильма стал Михаил Бородин, для которого это дебютный полнометражный проект. В одном из интервью он заявил, что хочет поднять «очень важную тему современного мира, про которую не принято говорить вслух, тему рабства». Кастинг проходил в основном среди непрофессиональных актёров, выходцев из Центральной Азии. Главную героиню сыграла Зухара Сансызбай, ещё одну роль получила Бакия Касимова — одна из жертв в деле о «гольяновских рабах». Производством занимались кинокомпании «Метрафильмс» (Россия), Perfo (Словения) и Karma films (Турция). Работа шла при поддержке Министерства культуры РФ, Фонда развития современного кинематографа «КИНОПРАЙМ» и Европейского фонда поддержки кино «Eurimages».
Премьерный показ состоялся в феврале 2022 года на 72-м Берлинском кинофестивале, в рамках программы «Панорама». Российский кинокритик Антон Долин высоко оценил картину, отметив драматичный сюжет и виртуозную операторскую работу. Зинаида Пронченко сочла серьёзным минусом фильма происходящую в нём эстетизацию насилия. Андрей Плахов отметил, что «Продукты 24» сняты «довольно изысканно», а городские пейзажи в этом фильме напоминают картины Вонга Карвая.